# Jacques Flynn
Pour l’article homonyme, voir Flynn.
Jacques Flynn (22 août 1915 - 21 septembre 2000 à l'âge de 85 ans) est un avocat et homme politique fédéral du Québec.

## Biographie
Né à Saint-Hyacinthe dans la région de la Montérégie, il a épouse Renée DesRivières, sœur de Guy DesRivières avocat. Il a eu deux enfants, Marie et Francis. Il est le petit-fils du dernier Premier ministre conservateur de la province de Québec, Edmund James Flynn.
Il devint député des Parti progressiste-conservateur du Canada dans la circonscription fédérale de Québec-Sud en 1958. Il avait précédemment tenté sa chance en 1957, mais il fut défait par le libéral Francis Gavan Power. Il fut à nouveau défait en 1962, mais il fut défait par le libéral Jean-Charles Cantin. Peu après sa défaite, le premier ministre John Diefenbaker lui offrit le poste de sénateur de Golfe.
Durant son passage à la Chambre des communes, il fut ministre des Mines et des Relevés techniques de 1961 à 1962 et ministre de la justice et procureur général du Canada de 1979 à 1980 dans le cabinet de Joe Clark. Il servit aussi dans les fonctions de leader parlementaire officiel, de l'Opposition au Sénat et du gouvernement au Sénat.